# تونس (سوهاج)
قرية تونس هي إحدى القرى التابعة لمركز سوهاج بمحافظة سوهاج في جمهورية مصر العربية. حسب إحصاءات سنة 2006، بلغ إجمالي السكان في تونس 19495 نسمة، منهم 9853 رجل و9642 امرأة.